# Hans-Jörg Schwenk
Hans-Jörg Schwenk (ur. 24 listopada1959, zm. 1 czerwca 2020) – niemiecko-polski językoznawca, prof. dr hab.

## Życiorys
Obronił pracę doktorską, następnie uzyskał stopień doktora habilitowanego. 18 kwietnia 2013 nadano mu tytuł profesora w zakresie nauk humanistycznych. Został zatrudniony na stanowisku adiunkta w Katedrze Teorii Języków i Akwizycji Językowej na Wydziale Lingwistyki Stosowanej Uniwersytetu Warszawskiego.
Piastował funkcję profesora nadzwyczajnego w Instytucie Germanistyki i Lingwistyki Stosowanej na Wydziale Humanistycznym Uniwersytetu Marii Curie-Skłodowskiej.
Był profesorem w Instytucie Neofilologii na Wydziale Humanistycznym Uniwersytetu Marii Curie-Skłodowskiej. Odznaczony Medalem Komisji Edukacji Narodowej

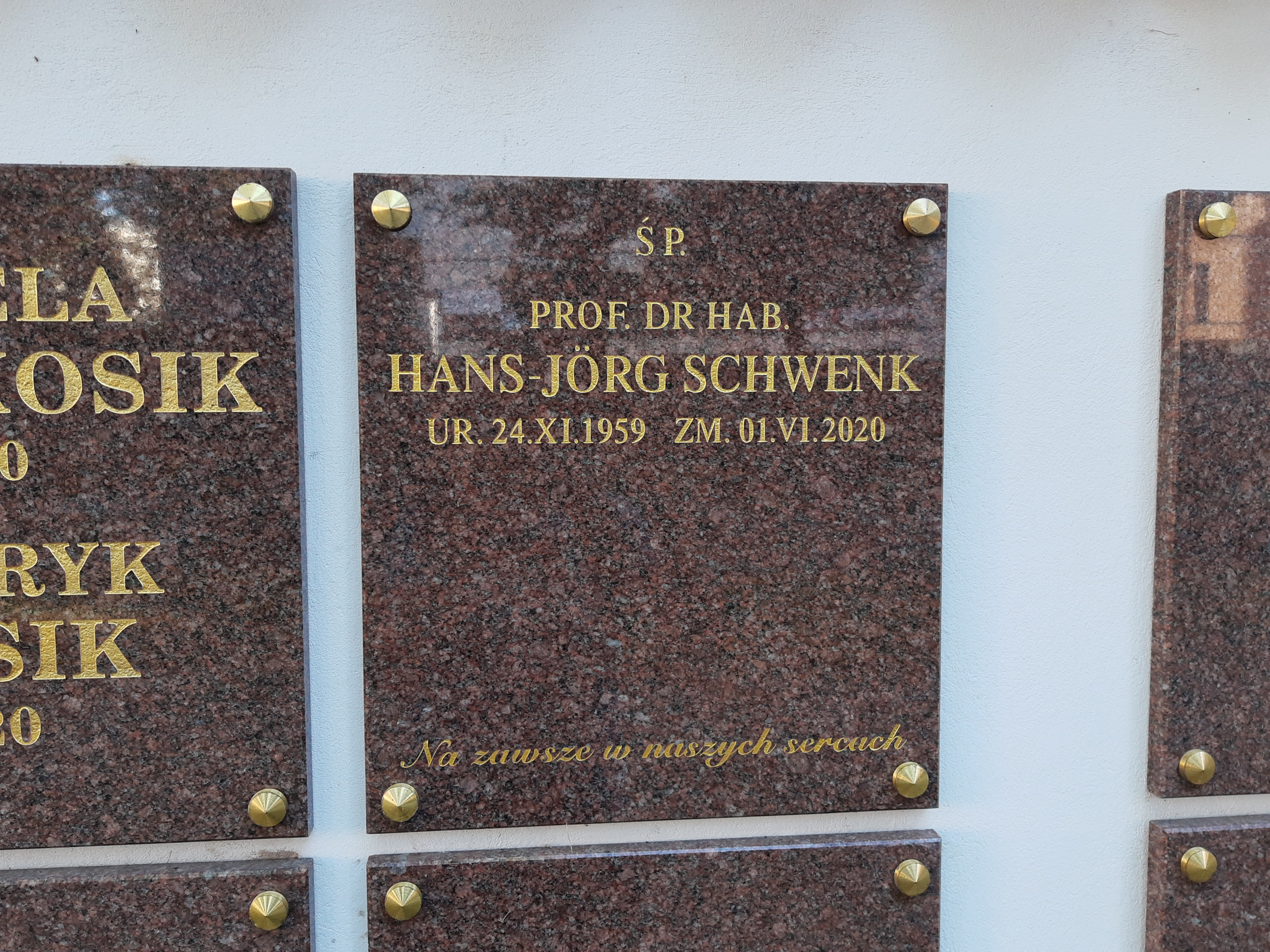
Grób prof. Hansa-Joerga Schwenka na cmentarzu przy ulicy Lipowej

Zmarł 1 czerwca 2020. Pochowany w części prawosławnej cmentarza przy ulicy Lipowej w Lublinie (kwatera X-68-3).